# Симсим
Симсим, Симсир или Самим — историческая область, либо государственное образование на территории Чечни. Упоминается в двух источниках — хронике Низам ад-Дин Шами («Зафар-наме», нач. XV века) и хронике Шараф ад-Дин Йазди («Зафар-наме», сер. XV века). Упоминание связано с походом Тамерлана на Золотую Орду в конце XIV века. Ряд современных чеченских исследователей считает Симсим (Симсир) раннефеодальным общечеченским государством, и проводит аналогию названия государства (княжества) с населённым пунктом в Чечне с аналогичным названием — Симсир.

## Упоминание в источнике
В конце XIV века войска Тамерлана совершили последний поход на золотоордынского хана Тохтамыша. Помимо многих земель и народов, в этом походе среднеазиатский полководец отправился и на территории Северного Кавказа. Согласно «Зафар-наме», после очередной победы в этом регионе, Тамерлан (в оригинале Сахибкиран) «несколько дней стоял в Бештаге, предаваясь удовольствиям». После этого он ускоренным маршем направился к Симсиму. Среди правителей Симсима называются Гаюр-хан (Гайур-хан) и его сын Муххамад. Последний, во время нашествия Тамерлана, «подчинился и со своими людьми пришёл служить, проявил рабскую покорность». Однако, часть, не пожелавших покориться завоевателю горцев, отступили и обосновались в труднодоступных горах. Автор «Зафар-наме» сообщает, что высота местных гор «уму непостижима», но Тамерлан преследовал отступивших, попутно уничтожая крепости и замки.

## История
По сообщению Абдареззака Самарканди, Тимур объявил населению Симсима, что всякий, кто изъявит послушание, будет помилован, а всякий, кто станет сопротивляться, будет казнён. Однако это трафаретное обещание завоевателей не возымело ожидаемого результата, о чём свидетельствуют развернувшиеся здесь боевые действия.
Тимур вошёл на Чеченскую равнину, скорее всего, в районе современного Грозного, где и переправился через Сунжу (галечный брод здесь, в центре современного г. Грозного, по сей день носит имя Астаг Тимур-гечу — «брод Хромого Тимура»). В связи с действиями Тимура на Сунже возникает вопрос о крупном Алхан-Калинском городище выше по Сунже от указанных бродов до 20 км. Есть основания полагать, что среднеазиатский завоеватель долго стоял здесь лагерем. Недаром в XVI в. русские источники называли Алхан-Калинское городище на Сунже, «что был город Темирексака».
«Ст. Ермоловская, бывшая Алхан-Юрт, получила русское название своё только лет 13—14 тому назад, по желанию и ходатайству общества в память кавказского полководца А. П. Ермолова. В западном направлении от станицы, верстах в 4, находится со стародавних времён крепость, получившая от казаков со времени населения станицы 1851 года название «Окоп». Крепость эта получила такое название потому, что с северной стороны, на протяжении 2 верст, тянется полудугою колоссального размера канава, соединённая концами с крутыми большими обрывами русла река Сунжи, а по средине крепости, над рекою, возвышается мрачный утес с плоской вершиной, служивший в свое время сторожевой вышкой при нашествии неприятеля. С северной стороны этой крепости имелось трое входных ворот на одинаковом друг от друга расстоянии. Каких либо исторических сведений об этой крепости, в сожалению, не имеется, и кто ее основал неизвестно. Некоторые старожилы, чеченцы, по преданию и некоторым записям, передают, что там жил со своими полчищами грозный вождь хромой Тимур, при котором в этой крепости имелось 1900 домов».
После захвата равниной части Симсима, далеко не все захотели уподобиться Мухаммаду и вели партизанскую войну.
Эта война приняла широкий размах, о чём красноречиво свидетельствует тот факт, что придворные историки Тимура не посчитали нужным описать судьбу владетеля Гаюрхана, а сосредоточили всё своё внимание на действиях Тимура в горах. О силе сопротивления горных чеченцев говорит и тот факт, что историографы нашли нужным подчеркнуть, что «Тимур лично отправился против них…».
Действия войск Тимура в горах. Войско Тимура отдельными отрядами рассредоточилось по ущельям и передвигалось по горам с запада на восток, захватывая и разрушая по пути крепости и замки, расположенные в основном в горной части современных  Шатойского , Шаройского, Итумкалинского районов Чечни. Затем, после боевых действий в Аргунском ущелье, они повернули на северо-восток, углубились в лесную зону нынешних Веденского и Ножай-Юртовского районов, вплоть до Андийского хребта. Об озлобленности завоевателя в ответ на сопротивление горцев говорит следующий факт: «Жителей тамошних, по приказанию Тимура, связав, сбросили с горы».
Среди чеченцев сохранились предания о предводителях тех битв — это Кало из Шатоя, Ирдиг из Зумсоя и др., также множество топонимов связанных с Тамерланом: «Ставка хромого» у горы Сюйр-Корт, «Хромой Тимур, где остановился» у Аргунского ущелья.
После этого завоеватель отправился к горе Авахар, «расстроил тамошний улус, взял много имущества». Далее маршрут войск Тамерлана не установлен, в тексте хроники: «оттуда [с горы Авахар] возвратился и пошёл на Бешкент».
Комментируя свой перевод «Зафар-наме» д.и.н. А. Ахмедов называет Симсим просто как «местность на Кавказе». Также следует понимать, что географические названия относящиеся к Кавказу в литературных произведениях средневековья часто означали не географический объект, а некое неустойчивое политическое образование, названное по имени правившего там в данный момент лица.

## Нахская гипотеза
Согласно гипотезе некоторых современных исследователей-кавказоведов, к концу XV века, после нашествия татаро-монголов, население Чечни образовало государство Симсим. Центр  государства, как правило, связывают с областью Ичкерия, находящейся в восточной части Чечни, откуда велось правление над обширной территорией царства.
Огромный урон стране народа нохчий был нанесён монголо-татарскими и тамерлановскими завоеваниями. Плоскостные земли были разорены, население или бежало в горы, или было уничтожено, или попало в плен. Но несмотря на это, за короткий исторический срок чеченцы смогли восстановить своё хозяйство, наладить прерванные связи с соседними народами и государствами. В XIV веке чеченское общество смогло восстановить государство, известное под названием Симсим, во главе стоял известный в фольклоре Гаюр-Хан. 
Одним из свидетельств пребывания Тимура в Чечне являются ров Тимура (Тамерлана), проходящий по предгорию Чечни, а также находящееся около селения Дуба-Юрт земляное укрепление окруженное глубоким рвом, которое чеченцы называют укреплением Оксак Тимура («хромого Тимура»).

### Критика гипотезы
В. Шнирельман выступает с критикой данной гипотезы. Историк отмечает, что согласно независимому анализу Симсим охватывал равнину Восточной Чечни и примыкающий к ней Кумыкскую равнину, и управлялось, на самом деле, мусульманским тюркоязычным правителем.
Из сообщений историографов Тимура, известно о его вторжении в область Симсим, которую обычно отождествляют с восточной частью горной Чечни – Ичкерией. «Симсим локализовать очень трудно. Под этим названием могут скрываться и внутренние горные районы Ингушетии, и горные районы Чечни. При локализации этой области следует иметь в виду, что во время завоевания часть ее населения исповедовала ислам, а часть – христианство. Ни то, ни другое не было распространено в горной Восточной Чечне ранее XVI – XVII вв». Христианство исповедовали высокогорные общества чеченцев, жившие как в северной, так и в южных сторонах Большого Кавказа.